# Formel Nippon 2001
Formel Nippon 2001 vanns av Satoshi Motoyama.

## Delsegrare
| Datum        | Bana   | Vinnare          |
| ------------ | ------ | ---------------- |
| 25 mars      | Suzuka | Naoki Hattori    |
| 22 april     | Motegi | Naoki Hattori    |
| 20 maj       | Mine   | Satoshi Motoyama |
| 3 juni       | Fuji   | Naoki Hattori    |
| 1 juli       | Suzuka | Satoshi Motoyama |
| 29 juli      | Sugo   | Satoshi Motoyama |
| 2 september  | Fuji   | Juichi Wakisaka  |
| 23 september | Mine   | Satoshi Motoyama |
| 21 oktober   | Motegi | Ralph Firman     |
| 18 november  | Suzuka | Ralph Firman     |

## Slutställning
| Plats | Förare           | Poäng |
| ----- | ---------------- | ----- |
| 1     | Satoshi Motoyama | 49    |
| 2     | Naoki Hattori    | 33    |
| 3     | Yuji Tachikawa   | 30    |
| 4     | Ralph Firman     | 29    |
| 5     | Juichi Wakisaka  | 23    |
| 6     | Ryo Michigami    | 22    |
| 7     | Michael Krumm    | 20    |
| 8     | Takeshi Tsuchiya | 17    |
| 9     | Masami Kageyama  | 12    |
| 10    | Tsugio Matsuda   | 8     |